# タナバタウオ
タナバタウオ (学名：Plesiops coeruleolineatus)はタナバタウオ科に分類される魚類の一種。インド太平洋に分布し、岩場やサンゴ礁に生息する。

## 分布
紅海や東アフリカからサモア諸島、オセアニア、南日本まで、南はオーストラリアのクイーンズランド州まで、インド太平洋に広く分布する。カルガドス・カラホス諸島、コモロ諸島、エリトリア、ケニア、マダガスカル、モーリシャス、モザンビーク、レユニオン、セーシェルなどでも記録されている。日本では、伊豆諸島、小笠原諸島、伊豆半島から九州までの太平洋側、大隅諸島、琉球列島に分布する。

## 形態
体は細長く、全長は8.5 - 10 cm。体色は様々だが、一般的には黒または茶色で、目の後ろに2本の暗い縞がある。背鰭は長い一基で、10 - 12棘と6 - 8軟条から成り、臀鰭は3棘と8軟条から成る。背鰭棘の先端はオレンジから赤色で、下側は白い線で縁取られる。背鰭基部に沿って青みがかった縞がある。頭部には白っぽい斑点が散らばる。興奮した際などには模様が現れる。胸鰭は19 - 24軟条から、腹鰭は1棘と4軟条から成り、第一軟条は分枝する。上顎に鱗は無く、鰓蓋骨の前縁は滑らかで、舌歯は無い。 側線は分離しており、上側は鰓蓋骨の上端から最後の背鰭軟条まで、下端は中央に沿って尾柄に達する。背鰭棘間の膜は深く切れ込み、腹鰭は細長い。尾鰭は丸い。

## 生態
一般的だが目立たない種である。水深15 mまでの浅場に生息する。日中は通常、ラグーンやサンゴ礁で見られ、サンゴや石の下に潜む。タイドプールの瓦礫の中で見つかることもある。夜行性であり、夜には小魚、腹足類、小型甲殻類を食べるために外海に出る。
繁殖期は九州では夏で、産卵はペアで行われ、岩の下に卵が産み付けられる。雄は卵を守り、海水を鰭で送ったり、卵に近づく魚を攻撃する。一匹の雄が複数の雌と繁殖すると考えられている。